# Sri Ganganagar (stad)
Sri Ganganagar is een nagar panchayat (plaats) in het district Sri Ganganagar van de Indiase staat Rajasthan. 

## Demografie
Volgens de Indiase volkstelling van 2001 wonen er 210.788 mensen in Sri Ganganagar, waarvan 55% mannelijk en 45% vrouwelijk is. De plaats heeft een alfabetiseringsgraad van 71%. 